# Framboesa de Ouro de 2025
O Framboesa de Ouro de 2025 (no original: 45th  Golden Raspberry Awards) é uma cerimônia de premiação que homenageia o pior da indústria cinematográfica em 2024. Os prêmios Framboesa de Ouro, também conhecidos como Razzies, são dados com base em votos de membros da Golden Raspberry Foundation. As indicações foram divulgadas em 21 de janeiro de 2025. Os vencedores serão anunciados no dia 1 de março de 2025, um dia antes do Oscar.

## Vencedores e indicados
| Pior Filme Madame Web - Borderlands - Joker: Folie à Deux - Megalopolis - Reagan | Pior Diretor Francis Ford Coppola – Megalopolis - S. J. Clarkson – Madame Web - Todd Phillips – Joker: Folie à Deux - Eli Roth – Borderlands - Jerry Seinfeld – Unfrosted |
| Pior Ator Jerry Seinfeld – Unfrosted como Bob Cabana - Jack Black – Dear Santa como Satan / "Santa Claus" - Zachary Levi – Harold and the Purple Crayon como Harold - Joaquin Phoenix – Joker: Folie à Deux como Arthur Fleck / Joker - Dennis Quaid – Reagan como Ronald Reagan | Pior Atriz Dakota Johnson – Madame Web como Cassandra Webb - Cate Blanchett – Borderlands como Lilith - Bryce Dallas Howard – Argylle como Elly Conway - Lady Gaga – Joker: Folie à Deux como Harley "Lee" Quinzel - Jennifer Lopez – Atlas como Atlas Shepherd                                         |
| Pior Ator Coadjuvante Jon Voight – Megalopolis, Reagan, Shadow Land e Strangers como Hamilton Crassus III, Viktor Petrovich, Robert Wainwright e Richard (respectivamente) - Jack Black – Borderlands como Claptrap (somente voz) - Kevin Hart – Borderlands como Roland Greaves - Shia LaBeouf – Megalopolis como Clodio Pulcher (in drag) - Tahar Rahim – Madame Web como Ezekiel Sims | Pior Atriz Coadjuvante Amy Schumer – Unfrosted como Marjorie Post - Ariana DeBose – Argylle e Kraven the Hunter como Keira e Calypso Ezili (respectivamente) - Lesley-Anne Down – Reagan como Margaret Thatcher - Emma Roberts – Madame Web como Mary Parker - FKA Twigs – The Crow como Shelly Webster |
| Pior Combo na Tela Joaquin Phoenix & Lady Gaga – Joker: Folie à Deux - Quaisquer dos personagens desagradáveis (mas especialmente Jack Black) – Borderlands - Quaisquer dos "atores cômicos" sem graça – Unfrosted - Todo o elenco de Megalopolis - Dennis Quaid & Penelope Ann Miller (como "Ronny & Nancy") – Reagan | Pior Remake, Rip-off ou Sequência Joker: Folie à Deux - The Crow - Kraven the Hunter - Mufasa: The Lion King - Rebel Moon 2: The Scargiver |
| Pior Roteiro Madame Web – roteiro de Matt Sazama, Burk Sharpless, Claire Parker, e S. J. Clarkson; estória de Kerem Sanga, Matt Sazama, e Burk Sharpless (baseado nos personagens da Marvel Comics) - Joker: Folie à Deux – roteiro de Scott Silver e Todd Phillips (baseado nos personagens da DC Comics) - Kraven the Hunter – roteiro de Art Marcum, Matt Holloway, e Richard Wenk; história de Richard Wenk (baseado nos personagens da Marvel Comics) - Megalopolis – roteiro de Francis Ford Coppola - Reagan – roteiro de Howard Klausner (baseado no livro The Crusader: Ronald Reagan and the Fall of Communism de Paul Kengor) | |